# Gens Egilia
La gens Egilia era una familia plebeya de la antigua Roma. Se conoce principalmente por un solo individuo, Lucio Egilio, uno de los tres comisionados que supervisaron la fundación de la colonia plantada en Luca, en 177 a. C.